# 里昂工人起义

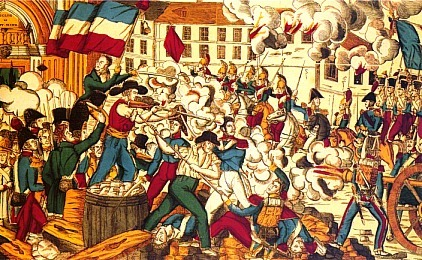
法国里昂工人起义

里昂工人起義（法語：Révolte des canuts）是19世紀30年代法國里昂工人發動的起義，是歷史上最早的工人武裝起義。
1831年5月起，里昂絲織工人要求提高工資。10月31日，勞資雙方就工資增長達成協議，但之後資方卻背棄諾言。11月21日，工人舉行罷工示威。軍警對示威遊行進行鎮壓，這導致工人發動武裝起義，並佔領里昂，拘禁了省長和將軍，成立工人委員會。1831年12月3日，起義被鎮壓。
1834年2月，七月王朝逮捕工人互助會6名領袖，3月25日又頒布禁止工人集會結社的法令。工人對七月王朝的所作所為不滿，4月9日，工人上街示威，但遭到政府開槍鎮壓，1名工人遭槍擊身亡。工人於是再次發動武裝起義，組建統一委員會，要求建立民主共和國。同年4月15日，起義再次被鎮壓。

## 備註
1. ↑  董胜 天津：天津人民美术出版社 2002 第107页. .
2. 1 2  李其炎主编；中共北京市委组织部，中共北京市委研究室编写 北京：新华出版社 1993 第86页. .
3. 1 2  王梓坤主编 昆明：云南教育出版社 2000 第337页. .
4. 1 2  康绍邦，胡尔湖主编 北京：中国广播电视出版社 1991 第166页. .
5. 1 2  王虹生，邓仲华等主编 北京：中国经济出版社 1990 第158页. .